# Сидельников, Николай Павлович
Николай Павлович Сидельников (1899—1976) — советский военачальник, генерал-полковник (1958).

## Биография
Русский. Родился в 1899 году в п. Кромы, работал в Кромском уездном совете делопроизводителем.
26 мая 1918 года призван в РККА, в 1919—1921 годах участвовал в Гражданской войне, в составе 2-го Орловского запасного стрелкового полка воевал с белогвардейцами Деникина, затем учился на кавалерийских КУКС, после их окончания участвовал в советско-польской войне в составе 2-го кавалерийского полка Западного фронта.
В 1922—1926 годах командовал эскадроном 62-го конного полка, сражался с бандами басмачей на Туркестанском фронте.
В 1934 году окончил Академию им. Фрунзе, в 1937 году был назначен начальником штаба 3-й кавалерийской дивизии Киевского военного округа.
19 июня 1938 года был уволен, затем арестован, больше года находился под следствием, в 1939 году — освобождён.
7 июня 1940 года Н. П. Сидельников был назначен начальником штаба 18-й горной кавалерийской дивизии (Кушка), затем начальником штаба 4-го кавалерийского корпуса Среднеазиатского военного округа.
Во время Великой Отечественной войны, в августе 1942 года Н. П. Сидельников был назначен заместителем начальника штаба Брянского фронта по ВПУ.
20—29 сентября 1943 года Н. П. Сидельников исполнял обязанности начальника штаба группы Казакова, затем вернулся на прежнюю должность. После переформирования Брянского фронта в Прибалтийский, 10—20 октября 1943 года вр.и.д. начальника штаба Прибалтийского фронта.
20 октября 1943 года Прибалтийский фронт был преобразован во 2-й Прибалтийский фронт, Сидельников был назначен заместителем начальника штаба этого фронта.
22 января 1944 года назначен начальником штаба 10-й гвардейской армии 2-го Прибалтийского фронта, с апреля 1945 до конца войны — начальник штаба 67-й армии.
После войны окончил Высшую военную академию имени К. Е. Ворошилова. С мая 1949 по апрель 1952 года служил начальником штаба 38-й армии Прикарпатского военного округа. Затем был назначен начальником штаба Горьковского военного округа, с 1953 года — начальником штаба Северо-Кавказского военного округа.
С 1954 года — начальник Управления боевой подготовки Сухопутных Войск, с 1956 года — начальником штаба Группы Советских Войск в Германии (ГСВГ).
С 1959 года в отставке по болезни.
Умер Николай Павлович в 1976 году, похоронен на Введенском кладбище (5 уч.).

## Звания
- генерал-майор — 31.03.1943
- генерал-лейтенант — 11.05.1949
- генерал-полковник — 18.02.1958

## Награды
- Орден Ленина
- четыре Ордена Красного Знамени — 1930; 03.1943
- Орден Кутузова 2-й степени — 30.07.1944
- Орден Богдана Хмельницкого 2-й степени — 29.06.1945
- Орден Отечественной Войны 1-й степени — 27.08.1943
- Орден Красной Звезды — 1940
- Медаль «XX лет РККА» — 1938

и другие медали.